# Сосудистый клапанный гомографт
Сосудистый клапанный гомографт («гомографт» от лат. homograft, homo — человек, либо, в других интерпретациях, homogeneus – однородный, graft — трансплантат, протез) — имплантируемый протез, который полностью или частично состоит из неживых, специально обработанных тканей человека, включающих сердечные клапаны.
Термин «гомографт» используется, когда речь идёт о пересадке от человека к человеку. При пересадке между разными видами, например, от животного к человеку (как правило, свиные или бычьи участки), используют термин «ксенографт» (см. ксенотрансплантация), при пересадке у одного и того же человека из одной позиции в другую — термин «аутографт» (autograft).

Лёгочный гомографт в упаковке

Лёгочный аутографт при имплантации во время операции Росса

Аортальный гомографт, подготовленный для использования

Начало применения биологических заменителей клапана аорты датируется 1955 годом, когда G. Murrey впервые успешно имплантировал аортальный гомографт в нисходящий отдел грудной аорты пациента. Первое сообщение об ортотопической имплантации аортального гомографта было сделано A. J. Kerwin в 1962 году С этого времени началось регулярное использование гомографтов для имплантации в субкоронарную позицию.

## Хранение
В настоящее время используются следующие типы трансплантатов (гомографтов) по характеру хранения:
- криосохраненный клапанный гомографт (хранение в криоконсервирующей среде до 10 лет при температурах от −135 °C до −196 °C). В качестве хранилищ используются низкотемпературные морозильники, сосуды Дьюара и т. п.;
- свежеприготовленный клапанный гомографт (хранение в консервирующей среде до 3-х месяцев при температурах от 0 °C до +4 °C ).

## Применение
Используются в сердечно-сосудистой хирургии в качестве пластического материала для замены клапанов сердца и/или фрагментов сосудов и/или шунтирования сосудов сердечно-сосудистой системы, для коррекции врожденных и приобретенных пороков сердца.
Клапан лёгочной артерии (пульмональный) часто используется у детей с врождёнными пороками сердца, в то время как аортальный — при разрушении аортального клапана при воспалительном процессе для его замены.
Преимуществами клапанных гомографтов являются:
- оптимальные гемодинамические показатели (низкие трансклапанные градиенты не зависящие от частоты сердечного ритма, соответствующие естественным);
- естественное функционирование соединительно-тканных структур, окружающих гомографт, мышечной ткани (отсутствует давление на прилежащие анатомические структуры);
- отсутствие необходимости приема антикоагулянтов (сохранение детородной функции у женщин, отсутствие повышенного риска кровотечений и тромбоэмболий, возможность применения у пациентов с нарушенной функцией печени и свертывающей системы крови, отсутствие необходимости мониторного контроля за свертывающей системой крови);
- повышенная резистентность к инфекции (использование у пациентов с бактериальным эндокардитом, наличием инфекционных осложнений);
- возможность использования у детей, включая новорожденных;
- возможность имплантации клапана большего размера, чем диаметр фиброзного кольца у реципиента (важно у маленьких детей, когда имплантация механического протеза не возможна);
- возможность «заселения» гомографта фибробластами реципиента и регенерации соединительнотканных компонентов матрикса гомографта в организме реципиента, обеспечивающей увеличение размеров, особенно у детей раннего возраста.

Недостатки:
- ограниченная доступность (материалом для изготовления являются тканевые компоненты, полученные после смерти человека);
- ограниченный срок хранения;
- сложные технологические условия производства и хранения;
- дегенеративные изменения после имплантации, ограничивающие срок функционирования;
- выше цена, чем у искусственных трансплантатов, ксенографтов;
- каждое изделие является уникальным.

Срок нормального функционирования гомографта в аортальной позиции в среднем 10-15 лет, а при имплантации его в выходной отдел правого желудочка (при коррекции сложных врожденных пороков сердца) в 2-3 раза дольше.
Существует операция Росса, при которой для протезирования аортального клапана используется собственный клапан легочной артерии, на место которого имплантируется гомографт и операция Росса II, при которой легочный аутографт используется для протезирования митрального клапана, на место которого имплантируется гомографт.

## Банки гомографтов, сосудистой ткани, медицинские учреждения-производители
- Санкт-Петербургский банк гомографтов;
- Национальный медицинский исследовательский центр сердечно-сосудистой хирургии им. А.Н. Бакулева МЗ РФ. Отдел медицинской биотехнологии;
- Компания «NeoCor»;
- Банк долговременного хранения гомографтов в Институте Сердца, г. Пермь;
- European Homograft Bank;
- British Association for Tissue Banking;
- The American Association of Tissue Banks (AATB);
- UK National Health Service (NHS) Blood and Transplant — Tissue Services;
- Royal Brompton & Harefield NHS Trust — Heart Valve Bank (homograft);
- Oxford Radcliffe Hospitals NHS Trust — Heart Valve Bank (Homograft);
- Polish FRK Homograft tissue bank;
- [https://web.archive.org/web/20081219091836/http://www.dhzb.ru/cardhirurgia.htm Немецкий кардиологический центр в Берлине;
- Braile Biomédica Indústria, Comércio e Representações S.A.;
- Edwards Lifesciences - a world leader in advanced cardiovascular technologies;
- Institute of Cardiovascular Diseases (Homograft-Valve-Bank), Madras Medical Mission, Chennai;
- National Heart Centre (NHC) of Singapore. Department of Cardiothoracic Surgery. Singapore’s National Cardiovascular Homograft Bank;
- LifeNet Health Bio-Implants Division. Allografts;
- CryoLife, Inc. Cardiac Reconstructive Surgery;
- Transplant Services Foundation. Barcelona (Spain).